# 邓国凌
邓国凌，中华人民共和国政治人物、全国脱贫攻坚先进个人。

## 生平
邓国凌任乐安县金竹畲族乡严杭村党支部书记、村委会主任。因在脱贫攻坚战中作出突出贡献，2021年2月25日全国脱贫攻坚总结表彰大会上，邓国凌被授予“全国脱贫攻坚先进个人”。